# Mourgliana
Mourgliana är ett släkte av skalbaggar. Mourgliana ingår i familjen långhorningar.
Kladogram enligt Catalogue of Life:
| Mourgliana | \| \| Mourgliana conspicua \| \| \| \| \| \| Mourgliana mollina \| \| \| \| \| \| Mourgliana vanharteni \| \| \| \| |
|            | \| \| Mourgliana conspicua \| \| \| \| \| \| Mourgliana mollina \| \| \| \| \| \| Mourgliana vanharteni \| \| \| \| |
|            | Mourgliana conspicua                                                                                                |
|            | |
|            | Mourgliana mollina                                                                                                  |
|            | |
|            | Mourgliana vanharteni                                                                                               |
|            | |